# Hartmut Ferworn
Hartmut Ferworn (* 30. Oktober 1950; † 16. November 2013) war ein Koch aus der DDR, der nach Berichten in DDR-Medien im Jahr 1989 angeblich von Menschenhändlern aus Ungarn nach Österreich entführt worden war. Dies stellte sich später als frei erfundene Falschmeldung der DDR-Medien heraus. Die massenhafte Flucht von DDR-Bürgern in die Bundesrepublik sollte damit als Ergebnis einer von der Bundesrepublik Deutschland unterstützten Abwerbekampagne „kaltblütiger berufsmäßiger Menschenhändler“ dargestellt werden.

## Meldung imNeuen Deutschland
Am 21. September 1989 wurde im Neuen Deutschland (ND) unter dem Titel „Ich habe erlebt, wie BRD-Bürger ‚gemacht‘ werden“ ein Interview der ND-Journalisten Jochen Reinert und Olaf Standke mit dem Berliner Hartmut Ferworn („Mitglied der SED, glücklich verheiratet, drei Kinder“) veröffentlicht.
Nach der Darstellung in der Zeitung war Ferworn, Koch im Mitropa-Speisewagen des Zuges Corvina-Express, am 11. September 1989 während eines Spazierganges in Budapest, wo er einige Stunden Aufenthalt gehabt hatte, von einem unbekannten Deutschen „mit Leipziger Dialekt“ und einer Ungarin mit Hilfe einer Tasse Kaffee und einer Mentholzigarette betäubt worden. Er sei dann in einem Reisebus „auf dem Wege in die BRD“ wieder erwacht und von seinem Entführer namens Jens Wunsch in die Wiener „BRD-Botschaft“ gebracht worden, wo sich noch viele andere „verleitete DDR-Bürger“ befunden hätten. Sein Entführer habe dann von einem weiteren Bösewicht namens Strozzig einen „Packen D-Mark-Scheine“ als Lohn erhalten. Mit Hilfe der Wiener DDR-Botschaft habe er dann den „gewissenlosen Schleppern“ entkommen können.
Am selben Tag wurden im Neuen Deutschland erregte Leserbriefe veröffentlicht („Bürger der DDR empört über den Menschenhandel der BRD“) und es gab auch einen Filmbericht in der Sendereihe „Objektiv“ im DDR-Fernsehen.

## Aufklärung
Nachdem sich die Eltern des angeblichen „Abwerbers“ und viele andere Leser über die Darstellung beschwert hatten, druckte das Neue Deutschland am 3. November 1989 einen Beitrag ab, der über den Wunsch der Eltern nach einer Gegendarstellung berichtete und in dem die Veröffentlichung von September bedauert wurde. Der Artikel verweist darauf, dass der Beitrag vom September auf der von Ferworn gemachten Schilderung der Ereignisse beruhen würde. Über die angebliche Entführung heißt es „... hatte der Berliner Mitropa-Koch Hartmut Ferworn geschildert, daß er von Budapest nach Wien quasi entführt worden war“.
Am 4. Januar 1990 strahlte der DFF die Reportage „Die Menthol-Zigaretten-Story. Eine Geschichte aus der alten DDR“ von Hannes Zahn aus. Darin schilderte Ferworn, wie er nach seiner Rückkehr in die DDR vom Ministerium für Staatssicherheit zu seinen Aussagen erpresst worden sei. Ferworn war über Ungarn nach Wien ausgereist, hatte sich dort aber zur Rückkehr in die DDR entschlossen und sich nach anderen Quellen in Zusammenarbeit mit SED und MfS die Entführungsgeschichte als „Wiedergutmachungsleistung“ überlegt. Am 5. Januar 1990 gab das ND zu, dass es sich bei der Ferworn-Story um eine frei erfundene Räuberpistole gehandelt hatte. Chefredakteur Herbert Naumann soll nach der Wende behauptet haben, dass Ferworns Geschichte der Zeitung von der Abteilung Agitation des ZK „aufgenötigt“ worden sei: „Ich habe sie leider zunächst geglaubt, denn natürlich gab es in Ungarn auch Abwerbung, und der Mann versicherte immer wieder auf Tonband, daß die Sache stimmt. ZK-Abteilung und Staatssicherheit bürgten für die Wahrheit. Gegenrecherchiert haben wir deshalb nicht.“ ()
Die Interviewverfasser Reinert und Standke waren noch in den 2000er Jahren beim Neuen Deutschland beschäftigt. Olaf Standke war dort 2009 als Ressortleiter Ausland tätig.